# Alex Oxlade-Chamberlain
Alex Oxlade-Chamberlain, właśc. Alexander Mark David Oxlade-Chamberlain (wym. [ˌɒksleɪd ˈtʃeɪmbərlɪn], ur. 15 sierpnia 1993 w Portsmouth) – angielski piłkarz występujący na pozycji pomocnika w tureckim klubie Beşiktaş.

## Kariera
Oxlade-Chamberlain jest wychowankiem Southampton. Zadebiutował w barwach tego klubu w wieku 16 lat i 199 dni, stając się jednocześnie drugim najmłodszym piłkarzem w historii „Świętych” (wyprzedza go jedynie Theo Walcott). Dla Southampton rozegrał 36 spotkań, strzelił 9 bramek. Do Arsenalu trafił za kwotę 12 mln funtów; o pozyskanie tego zawodnika starał się również m.in. Manchester United. Od 2012 roku jest zawodnikiem pierwszej drużyny Arsenalu.
Pierwsze powołanie do młodzieżowej reprezentacji Anglii Oxlade-Chamberlain otrzymał w listopadzie 2010 roku od Noela Blake'a, trenera drużyny U18 (mecz przeciwko Polsce). 8 lutego 2011 zadebiutował w reprezentacji Anglii U-21.
Oxlade-Chamberlain jest najmłodszym piłkarzem angielskim, który strzelił bramkę w Lidze Mistrzów; 28 września 2011 roku w meczu Arsenalu z Olympiakosem miał 18 lat i 44 dni.
27 maja 2012 roku zadebiutował w reprezentacji Anglii podczas towarzyskiego spotkania przeciwko reprezentacji Norwegii. Znalazł się w kadrze na Mistrzostwa Europy 2012.
Pod koniec letniego okna transferowego, w sierpniu 2017 roku Oxlade-Chamberlain przeniósł się do zespołu ligowego rywala, Liverpool F.C. Według medialnych doniesień Anglik podpisał wówczas pięcioletni kontrakt, zaś Arsenal otrzymał za zawodnika 35 mln funtów.

## Życie prywatne
Od listopada 2016 roku jest w związku z członkinią zespołu Little Mix, Perrie Edwards, choć swój związek potwierdzili w lutym 2017 roku. 10 maja 2021 roku para ogłosiła, że spodziewają się dziecka. 21 sierpnia 2021 roku na świat przyszedł ich syn, Axel Oxlade-Chamberlain. W czerwcu 2022 roku Alex i Perrie zaręczyli się.

## Statystyki kariery
Aktualne na dzień 1 lutego 2020 r.
| 2009/10            | Southampton        | League One         | 2   | 0  | 0  | 0 | 0  | 0 | —  | — | — | — | 2   | 0  |
| 2010/11            | Southampton        | League One         | 34  | 9  | 4  | 0 | 2  | 1 | —  | — | 1 | 0 | 41  | 10 |
| 2011/12            | Arsenal            | Premier League     | 16  | 2  | 3  | 0 | 3  | 1 | 4  | 1 | — | — | 26  | 4  |
| 2012/13            | Arsenal            | Premier League     | 25  | 1  | 2  | 0 | 2  | 1 | 4  | 0 | — | — | 33  | 2  |
| 2013/14            | Arsenal            | Premier League     | 14  | 2  | 4  | 1 | 0  | 0 | 2  | 0 | — | — | 20  | 3  |
| 2014/15            | Arsenal            | Premier League     | 23  | 1  | 3  | 0 | 1  | 0 | 9  | 2 | 1 | 0 | 37  | 3  |
| 2015/16            | Arsenal            | Premier League     | 22  | 1  | 3  | 0 | 2  | 0 | 5  | 0 | 1 | 1 | 32  | 2  |
| 2016/17            | Arsenal            | Premier League     | 29  | 2  | 6  | 0 | 3  | 3 | 7  | 1 | — | — | 45  | 6  |
| 2017/18            | Arsenal            | Premier League     | 3   | 0  | 0  | 0 | 0  | 0 | 0  | 0 | 1 | 0 | 4   | 0  |
| 2017/18            | Liverpool          | Premier League     | 32  | 3  | 2  | 0 | 1  | 0 | 7  | 2 | — | — | 42  | 5  |
| 2018/19            | Liverpool          | Premier League     | 2   | 0  | 0  | 0 | 0  | 0 | 0  | 0 | — | — | 2   | 0  |
| 2019/20            | Liverpool          | Premier League     | 17  | 3  | 2  | 0 | 2  | 1 | 3  | 3 | 4 | 0 | 28  | 7  |
| Łącznie w karierze | Łącznie w karierze | Łącznie w karierze | 219 | 24 | 29 | 1 | 16 | 7 | 41 | 9 | 8 | 1 | 313 | 42 |

## Sukcesy

### Arsenal
- Puchar Anglii: 2013/14, 2014/15, 2016/17
- Tarcza Wspólnoty: 2014, 2015

### Liverpool F.C.
- Liga Mistrzów UEFA: 2018/19
- Superpuchar Europy UEFA: 2019
- Klubowe mistrzostwo świata: 2019
- Mistrzostwo Anglii: 2019/2020

### Indywidualne
- Drużyna sezonu League One wg PFA: 2010/11
- Gol sezonu w Liverpool: 2017/18